# Amphiglossus tsaratananensis
Amphiglossus tsaratananensis là một loài thằn lằn trong họ Scincidae. Loài này được Brygoo mô tả khoa học đầu tiên năm 1981.